# Усень-Ивановское
Усень-Ивановское (баш. Өҫән-Ивановка) — село в Белебеевском районе Башкортостана, центр Усень-Ивановского сельсовета.

## История
Село Усень-Ивановское основано староверами в 1741 году. Первыми жителями села были выходцы из с. Городец Балахнинского уезда Нижегородской губернии и с. Шуран на р. Кама.

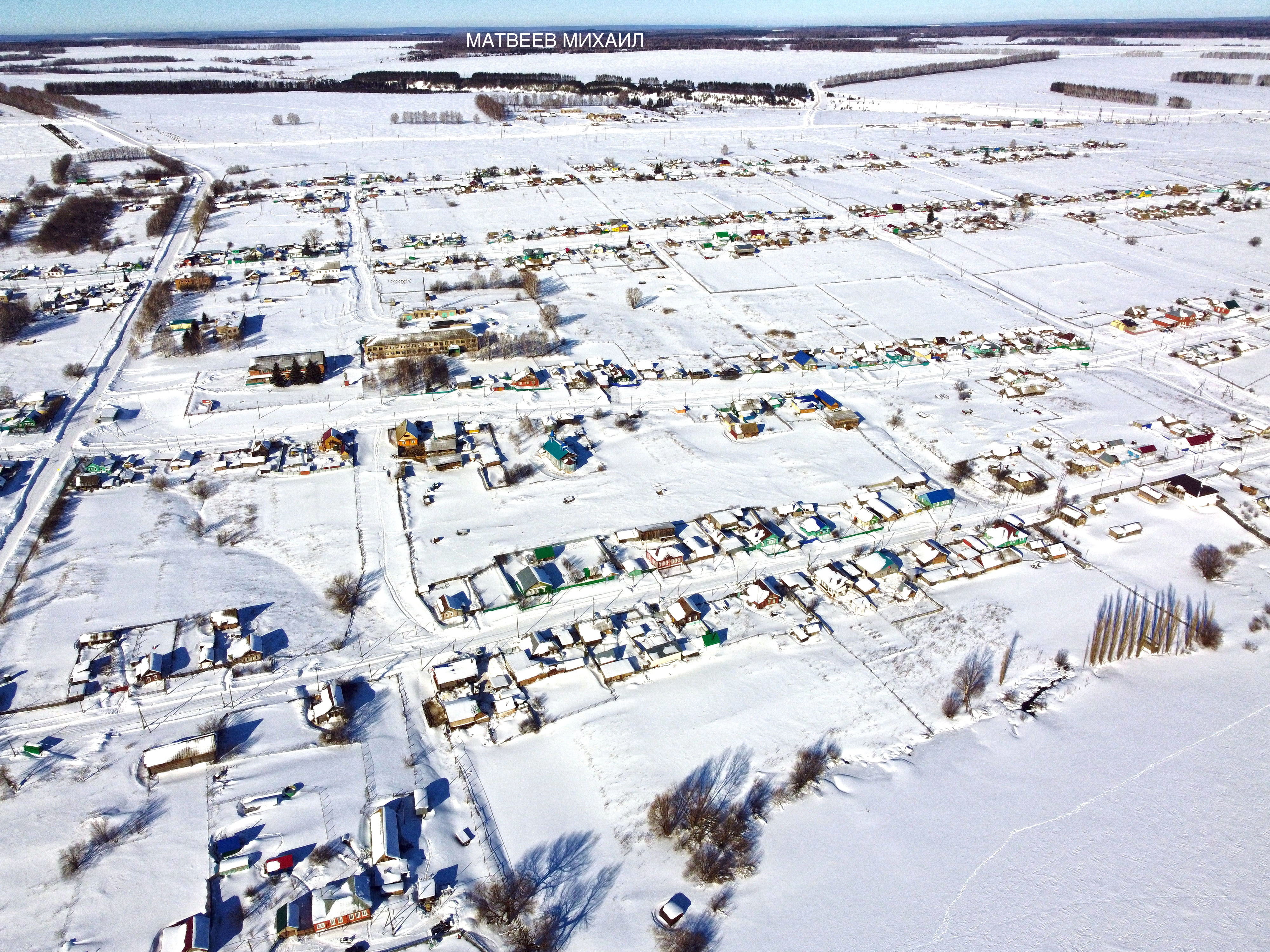
Усень-Иваново с высоты птичьего полета

На месте села Усень-Ивановское жило башкирское племя мин, поселение называлось Ирыслы. При дальнейшем заселении села племя перебралось в д. Кидрач.
В 1761 году уральский промышленник Иван Петрович Осокин построил на шумной речке Усень свой очередной медеплавильный завод. В день Рождества Иоанна Крестителя его осветил, так из сочетания собственных имён родилось благозвучное название села «Усень-Ивановский завод». В 1761 году был сооружён пруд, ресурсы которого обеспечивали работу медеплавильного завода. Завод начал работу 29 ноября 1761 года. После закрытия завода в 1864 году пруд продолжил существовать, оставив за собой звание «Барский пруд».
Завод просуществовал 103 года. За это время на нём была выплавлена 201 тысяча пудов меди. От завода осталась небольшая основа кладки, гора шлака, название водоёма «Барский пруд», и села.
В 1869 году на базе лесной дачи Ивана Осокина было открыто Усень-Ивановское лесничество. В 1870 году началась посадка сосны, лиственницы и ели. В честь 100-летия со дня рождения А. С. Пушкина была заложена сосновая аллея. В 2005 году наше лесничество заняло 1 место среди лесничеств России. Оно первым в Башкирии стало выращивать голубые ели. Большая заслуга в этом Садыкова Анвара Фатыховича, заслуженного лесовода. На территории Усень-Ивановского лесничества находится национальный парк.
К 1870 году в селе насчитывалось 276 дворов, 1813 жителей, 4 водяные мельницы, молельня раскольников. Первая школа в селе была открыта в 1875 году.
В 1833 году в Усень-Ивановском побывал И. В. Даль. В рассказе «Башкирская русалка» он описывает красоту Усень-Ивановского леса. В 1880-х годах Усень-Ивановское посещал писатель народник Н. Ф. Нефёдов. В его очерке «Нарушенный завод» есть описание завода, села и природы.
В 1904 году в Усень-Ивановском жил член-корреспондент Академии наук СССР Дмитрий Константинович Зеленин, который в статье «Месяц из жизни этнографа», первым описал «Черты быта Усень-Ивановских староверов», посвящённых этнографии русских в Башкирии.
На реке Усень было построено 12 водяных мельниц с небольшими прудами. Первая мельница была большая и построена на бывшем «Барском пруду» с большим деревянным мостом в 1905 году.
В начале июля 1911 года в данном селе отдыхала Марина Цветаева с будущим мужем Сергеем Эфроном. Приезжали они на кумысолечение. В селе было 2 кумысолечебницы. Содержали их два брата Баязит и Шангирей Китаевы. Они сняли комнату на нижней улице у Квашниных. Марина Цветаева жила в Усень-Ивановском более месяца. Дом, в котором они останавливались, не сохранился, на этом месте стоит мемориальный знак, а улица носит её имя. В 1992 году был установлен первый в России памятник Цветаевой. В 1993 году был открыт в здании лесничества музей М. Цветаевой.
В 1910 году в селе было 1500 дворов, 5 улиц: Шишовка, Верхняя, Средняя, Квашнинка, Заречная. Две церкви — старообрядческая молельня, две школы, медпункт, три лавки (магазин), кабак, пивная (из рассказа Егора Ивановича Минских — сына плотника Квашнина Ивана Дмитриевича), волостное правление — служащие, староста, писарь, урядник Макаров. В 1917 году в селе был образован волостной исполнительный комитет — председатель Злыдников, член ВКПБ. Первым председателем сельсовета был избран Денисов Иосиф Фёдорович.
В начале января 1918 года был избран Волостной орган Советской власти. В июне 1918 года село Усень-Ивановское без боя было занято Дутовскими казаками, который поддерживал чехословацкий корпус. Сельские большевики были арестованы и отправлены в Белебеевскую тюрьму. Село Усень-Ивановское переходило из рук в руки от белых к красным, от красных к белым. 17 мая 1919 года был освобождён Белебей, 18 мая 1919 года было освобождено Усень-Ивановское. В январе 1919 года вновь была восстановлена Советская власть войсками Красной армии.
Во время наступления Колчака весной 1919 года белогвардейцы вновь заняли село Усень-Ивановское, а 18 мая 1919 года Чапаевская дивизия заняла г. Белебей и вскоре освободила село Усень-Ивановское. Мартовское решение 1918 года о разделе земли с правом выезда на новые земли осталось в силе. Все заявления о переселении на новые земли с указанием дворов и наличии душ и на какую землю были рассмотрены и утверждены Волисполкомом земотделом, а также Белебеевским Кантисполкомом и Кантземотделом и направлены с ходатайством в БашЦИК и Башнаркомзем. Ходатайство было утверждено. С 1919 года по 1923 год из села Усень-Ивановский завод выехало более 509 дворов с населением 2248 душ. Таким образом, образовалось 25 посёлков.
1. Чермосан — 30 дворов на р. Чермосан
2. Пыжьяновский — 20 дворов, р. Кртабынга
3. Верхне-Иленский — 22 дв., р. Илень
4. Щербаковский — 18 дв., р. Илень
5. Успенка — 21 дв., р. Илень
6. Троицкий — 30 дв.
7. Топкий ключ — 15 дв.
8. Васильевский — 30 дв.
9. Соловьёвский — 18 дв. (по фамилии)
10. Броды — 19 дв., р. Усень
11. Прокопьевский — 22 дв., р. Максютка (по фамилии)
12. Пролетарский — 18 дв.
13. Верхняя Усенка — 15 дв.
14. Пушкарёвский — 25 дв. на р. Дигарка, а название получила от пушкарей, которые дежурили с пушками во времена Пугачёвского восстания
15. Персидский — 33 дв. по фамилии
16. Датский — 18 дв.
17. Кунгановский — 30 дв., ныне Сосновый Бор
18. Ново-Никольский — 22 дв., р. Мерзекей
19. Мерзекей — 22 дв., р. Мерсекей, потом уже назвали Михайловский
20. Стретинка — 19 дв.
21. Ключевка — 18 дв. на берегу Ключа (родн.)
22. Дундук — 20 дв. Давлекан. Р-н немецкие земли, жили немцы Поволжья
23. Шарламанский — 10 дв. р. Шарламан
24. Калнинский — 12 дв., р. Усень
25. Яковлевский — 25 дв., р. Чермасан

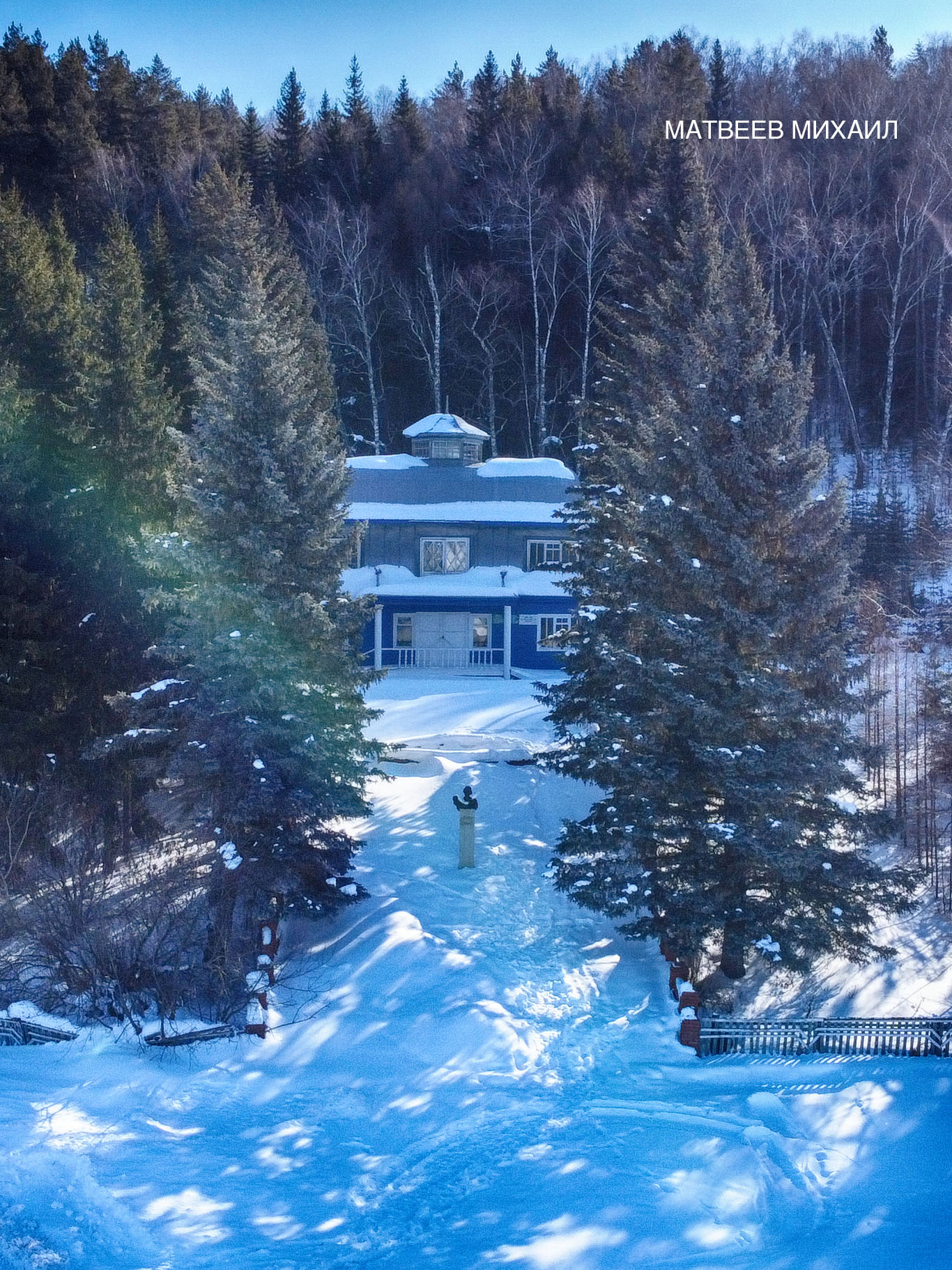
Дом-музей М.Цветаевой

Самый большой пожар был в 1898 году, огонь уничтожил 160 дворов. В 1921 году пожаром были уничтожены 60 дворов. В 1971 году изменились названия сельских улиц. Шишовка стала Школьной. На этой улице центральное место занимает красивое школьное здание, построенное в 1910—1915 году. Верхняя была переименована в улицу Гагарина (в честь 10 лет со дня полёта в космос первого человека); средняя — Комсомольская; нижняя — Квашнина — Советская. С 1992 года эта улица носит имя Цветаевой (в честь пребывания Марины Цветаевой в 1911 году). Заречная осталась без изменения.
В 1923 году Усень-Ивановская волость вошла в Белебеевский уезд. В селе была создана первая комсомольская ячейка. В 1930 году был организован колхоз «Память Ленина». С 1970 по 1980 годы 62 колхозника были награждены орденами и медалями СССР. В настоящее время колхоз «Память Ленина» переименован в ООО «Ивановское».
В 1948 году руками колхозников был реставрирован бывший заводской пруд. В 1963 году во время сильного паводка прорвало плотину и вода из пруда убыла. Бывший «Барский пруд» начали реставрировать в 1993 году (год окончания — 1997).

## Географическое положение
Расстояние до:
- районного центра (Белебей): 18 км,

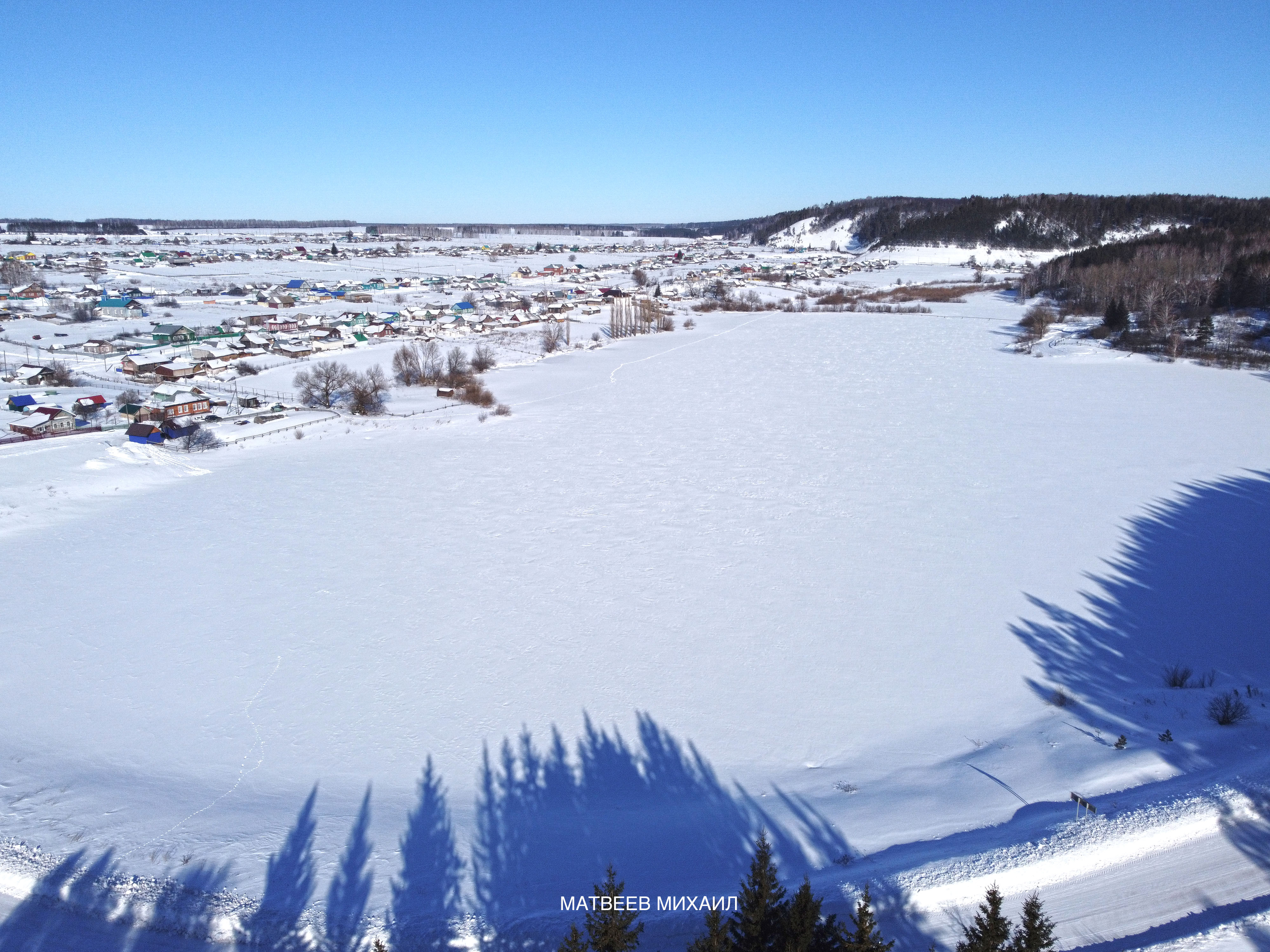
Пруд села Усень-Иваново

- Пруд села Усень-Ивановоближайшей ж/д. станции (Аксаково): 29 км.

## Население
| 2002 | 2009 | 2010 |
| ---- | ---- | ---- |
| 926  | ↘916 | ↘882 |

Национальный состав
Согласно переписи 2002 года, преобладающая национальность — русские (89 %).

## Религия

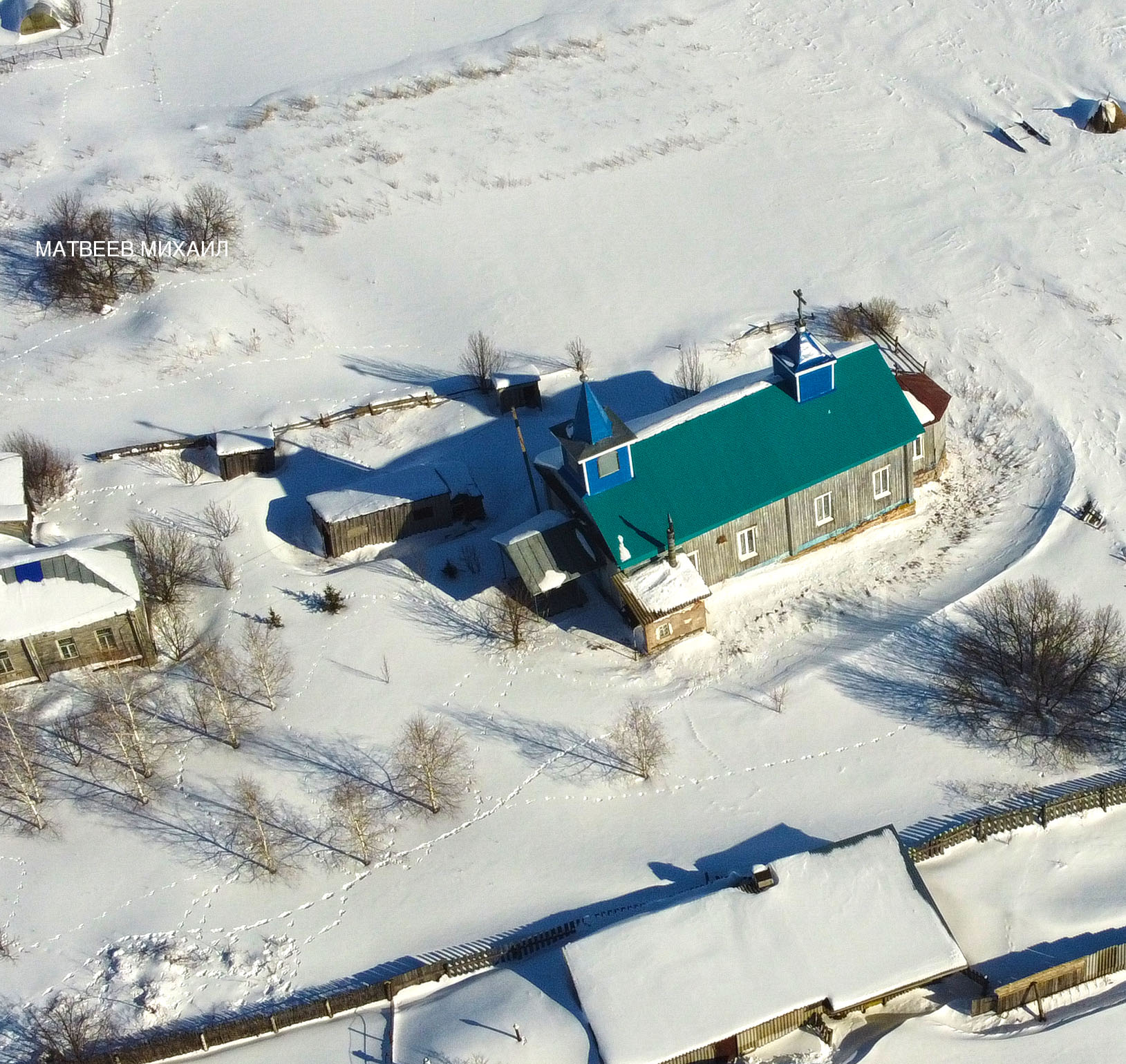
Церковь в Усень-Иваново

В селе есть старообрядческая древлеправославная церковь Успения Пресвятой Богородицы, построенная в 1895 г.

## Достопримечательности
- Пушкинский посад — посадка сосен, елей, лиственниц, произведённая в 1899 г. к 100-летию со дня рождения А. С. Пушкина.
- Цветаевская аллея — посадка сосен, произведённая в 1992 г. к 100-летию со дня рождения М. Цветаевой.
- Пушкинская аллея — посадка голубых елей и лип, совершенная в 1999 г. к 200-летию со дня рождения А. С. Пушкина.
- Барский пруд — живописный водоём площадью 12 га.
- Девичий ключ — родник с чистой водой.
- Усень-Ивановский заказник, на территории которого расположены сосновый бор, берёзовые рощи. В 1869 году его посещал В. И. Даль.
- Природный парк «Озеро Аслыкуль» — озеро с солёной водой, самое большое в Башкортостане, расположенное в 20 км от музея М. Цветаевой.
- Дом-музей Марины Цветаевой — Начал работу 25 сентября 1993 года. 2 октября 1992 года здесь был открыт первый в России памятник Марине Цветаевой.

Виды Усень-Ивановского
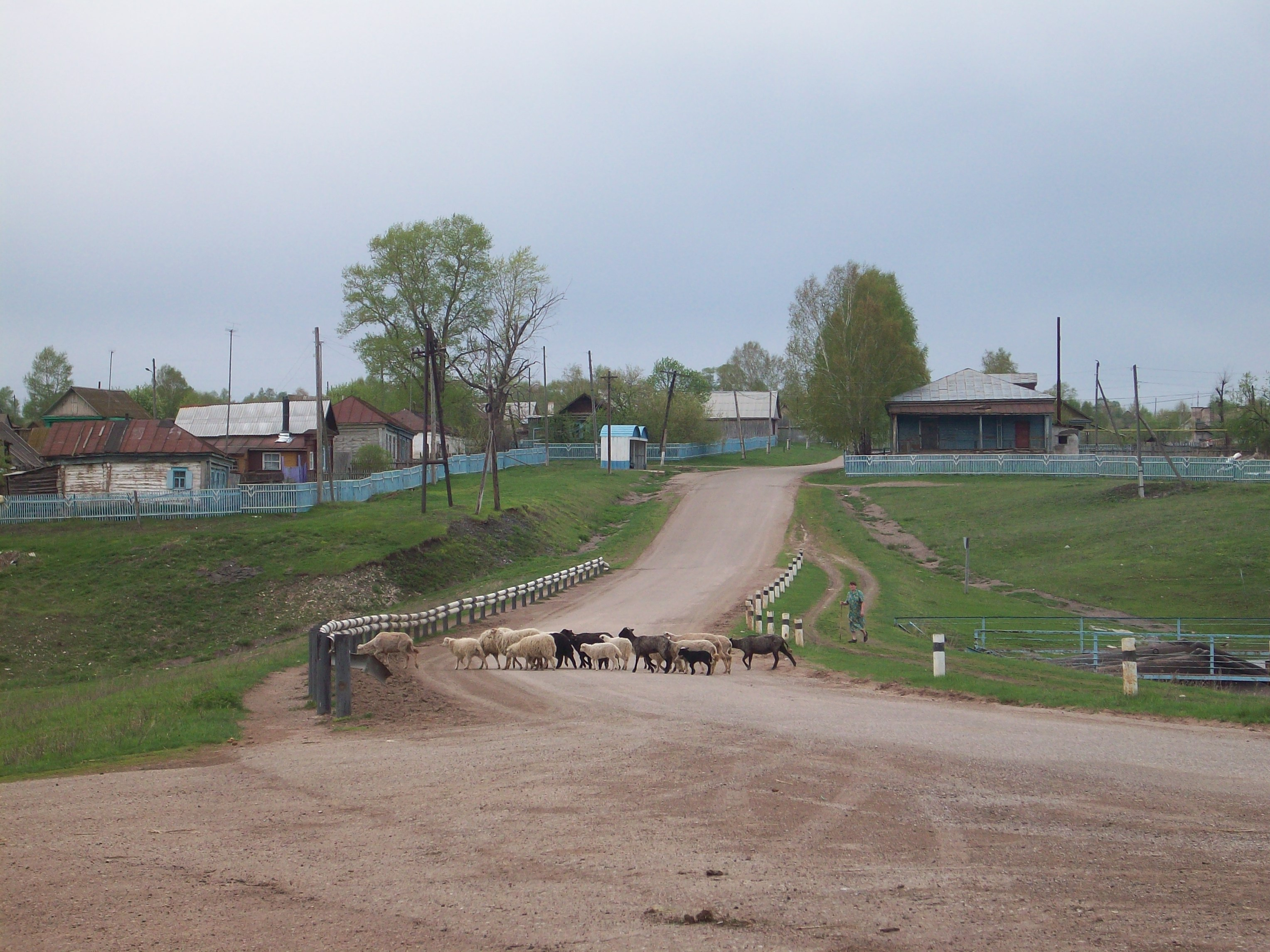
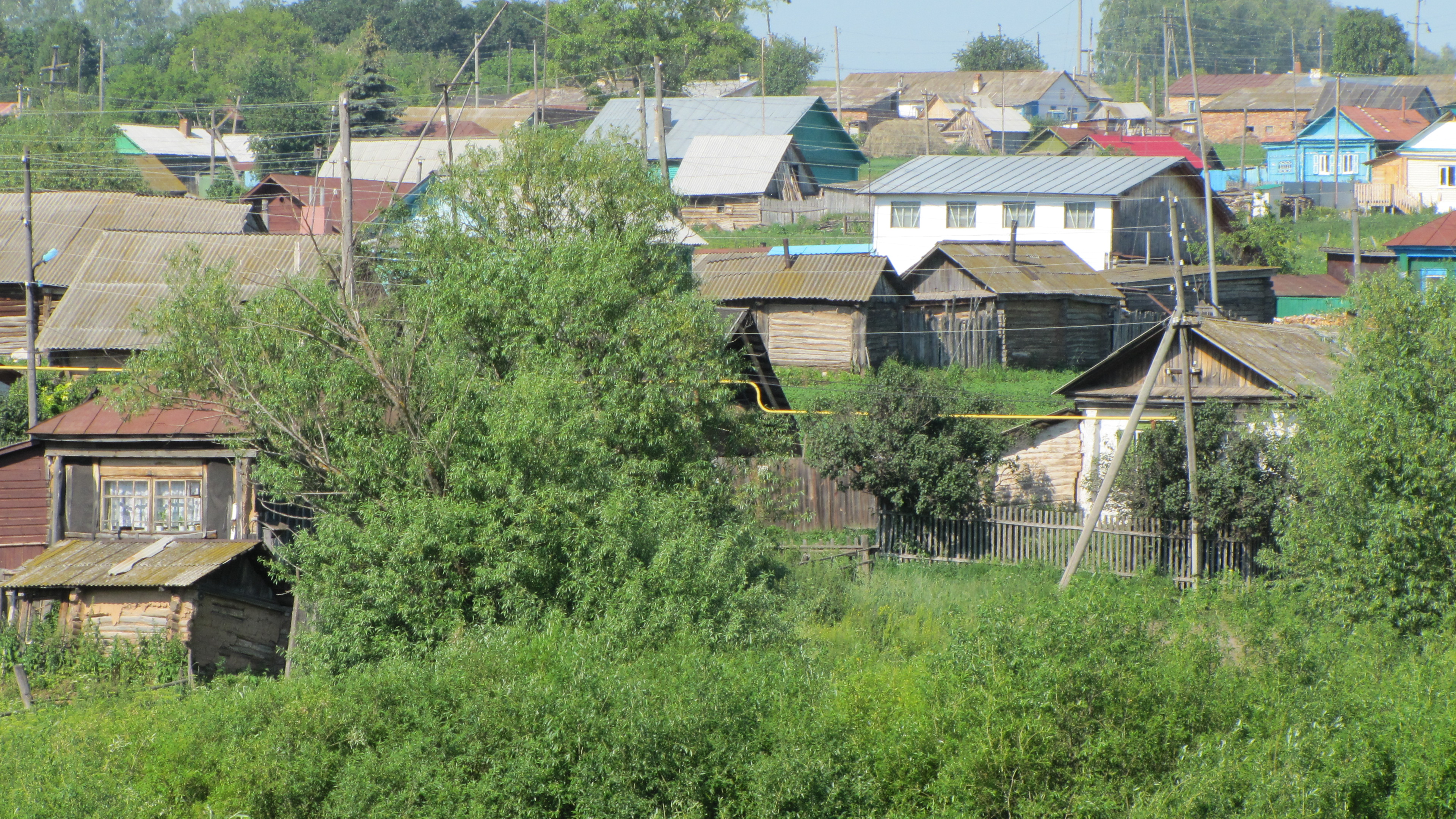
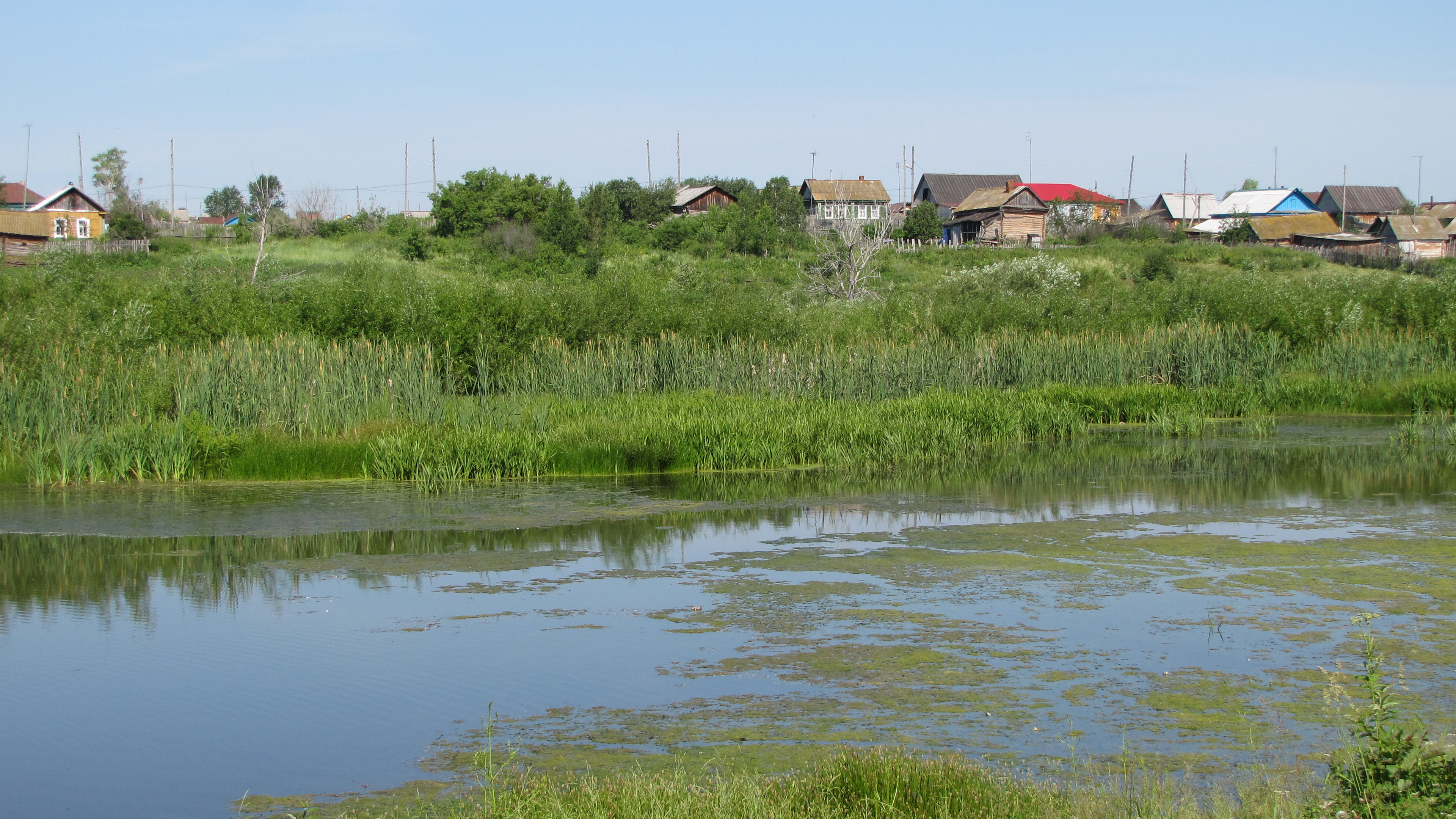
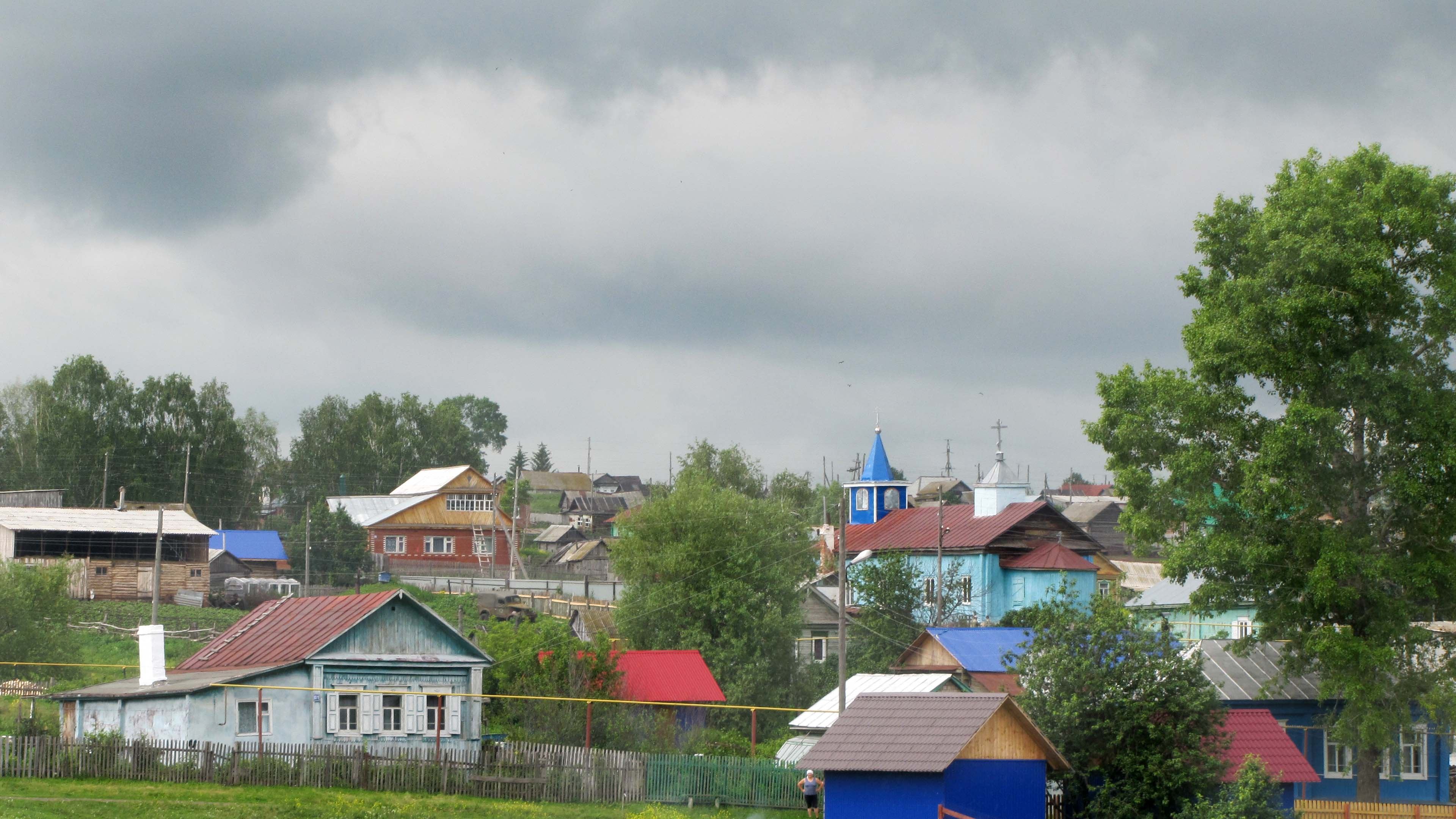
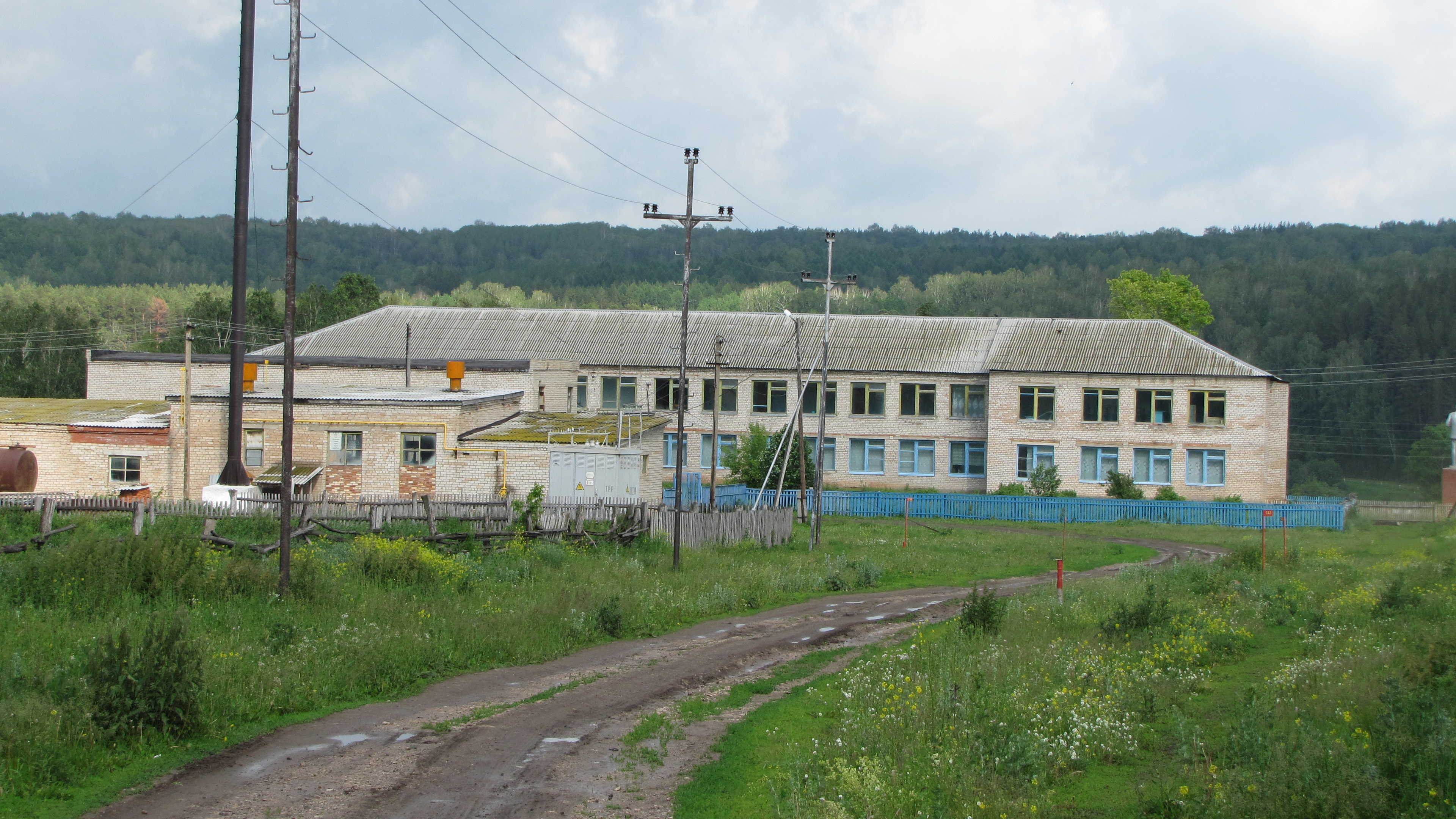